# فیات ۱۳۱
فیات ۱۳۱ (Fiat ۱۳۱) خودرویی است که در سال‌های ۱۹۷۴ تا ۱۹۸۴ توسط شرکت ایتالیایی فیات در تورین، بارسلونا، بوگوتا و کازابلانکا تولید شده‌است. طراحی آن به صورت خودروهای موتور جلو-محور عقب است. سیستم جعبه‌دندهٔ آن ۳ دنده به دو صورت خودکار و دستی است.

## نگارخانه

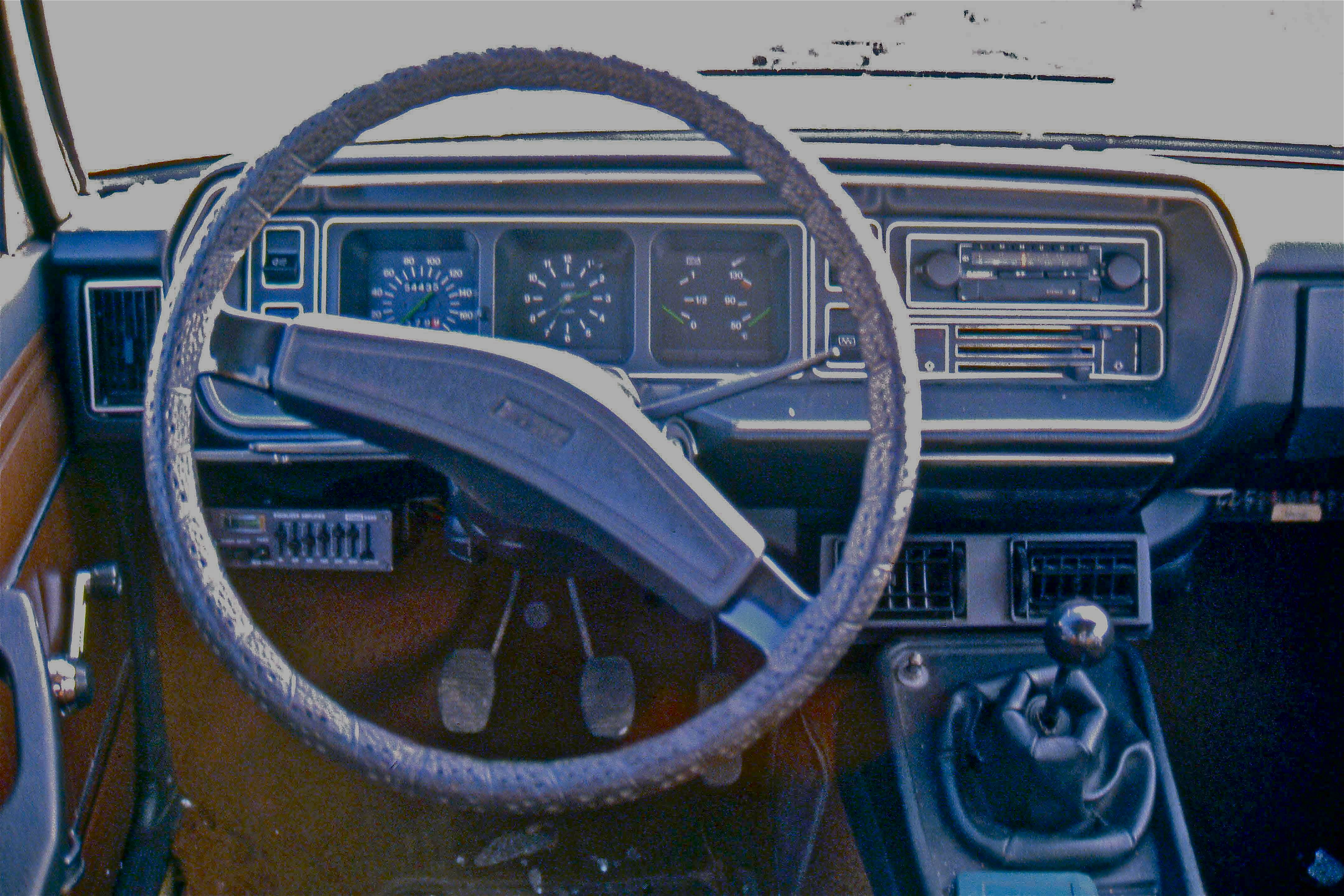
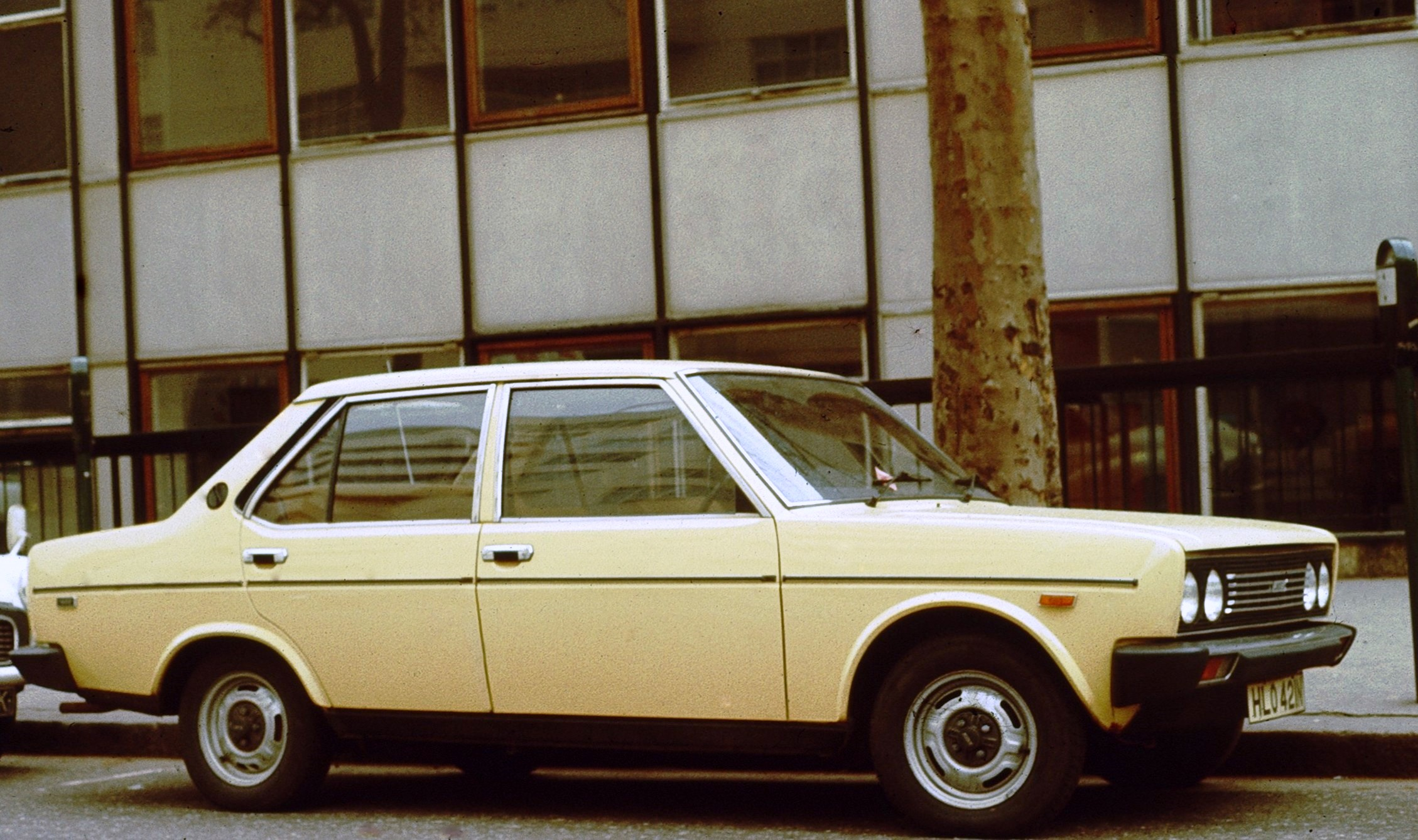
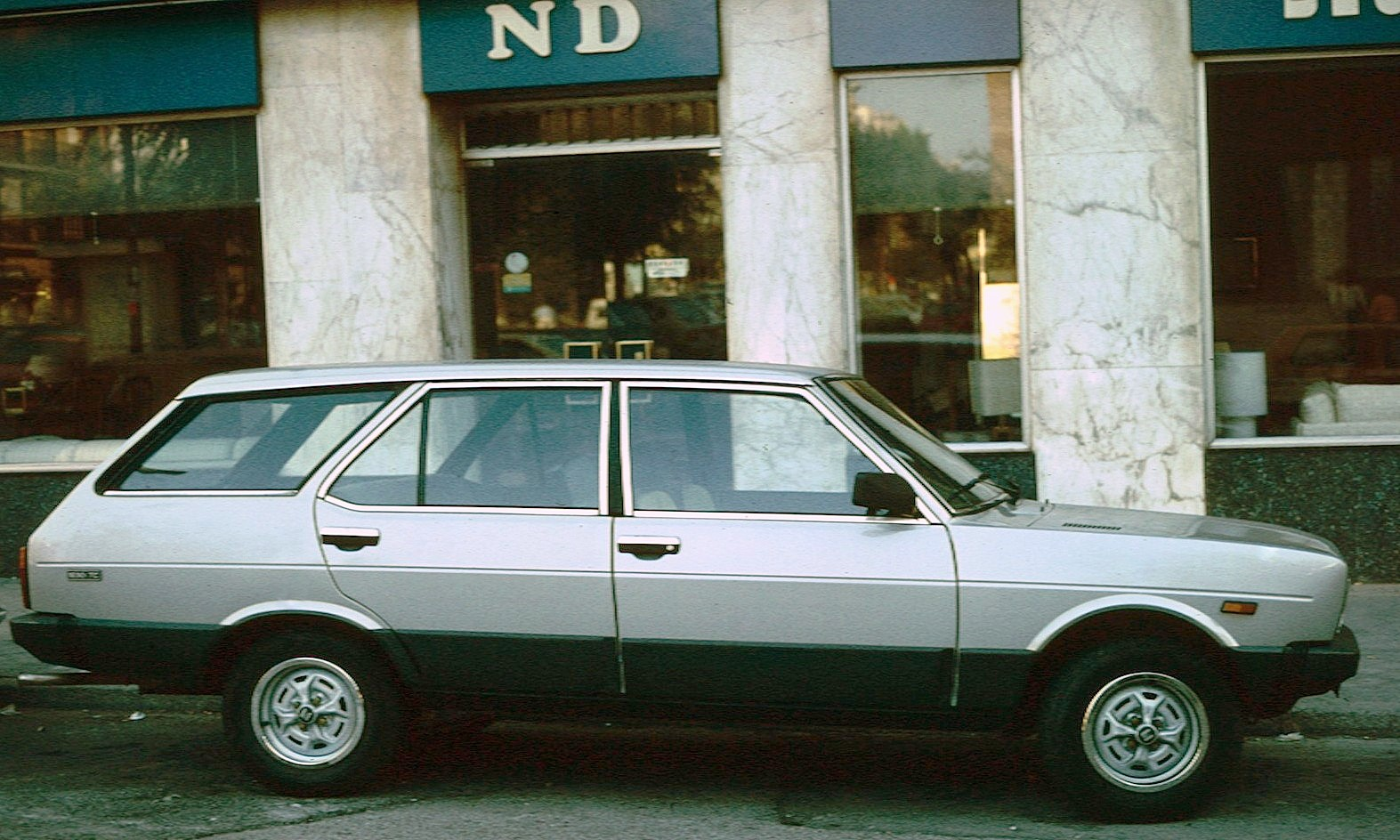
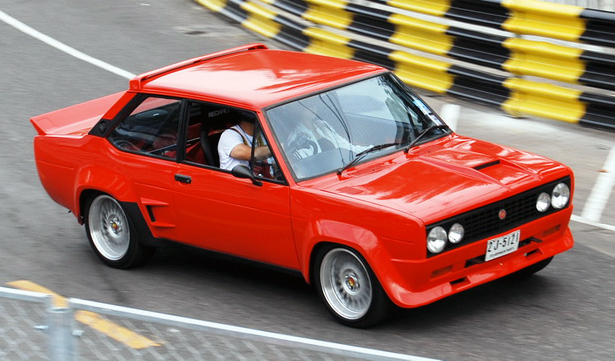